# Luperina taurica
Luperina taurica is een vlinder uit de familie uilen (Noctuidae). De wetenschappelijke naam is voor het eerst geldig gepubliceerd in 1967 door Kljutschko.
De soort komt voor in Europa.